# Milwaukee Brewers

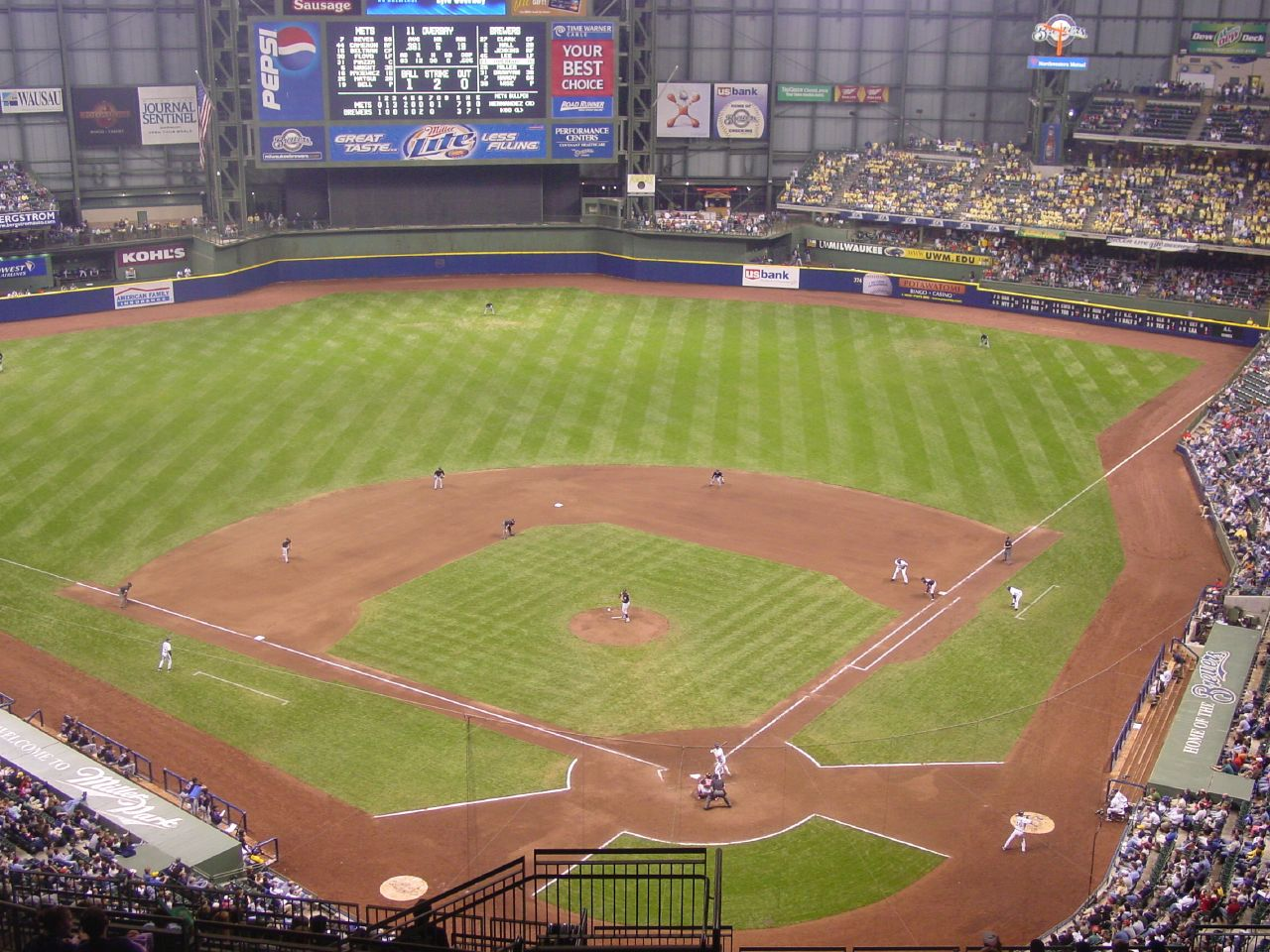
Miller Park, domácí stadion Brewers, 2005

Milwaukee Brewers je profesionální baseballový klub z Major League Baseball, patřící do centrální divize National League. Klub byl založen v roce 1969 v Seattlu pod jménem Seattle Pilots. Hned o rok později se ale přestěhoval do Milwaukee a jméno bylo změněno do dnešní podoby. V roce 1998 se tým přesunul z American League do National League.
Není bez zajímavosti, že klub s názvem Milwaukee Brewers existoval po dobu jednoho roku již v sezóně 1901. Byl ale dvakrát přestěhován a dnes mu patří název Baltimore Orioles.
Za svou historii dokázali Brewers jednou zvítězit v American League v roce 1982, ale následující Světovou sérii prohráli s týmem St. Louis Cardinals.